# Deliktsrecht (Deutschland)
Das deutsche Deliktsrecht, auch als Recht der unerlaubten Handlungen bezeichnet, ist in den §§ 823 bis 853 des Bürgerlichen Gesetzbuchs (BGB) geregelt. Begründet werden darin zivilrechtliche Schadensersatzansprüche. Sie kommen in Betracht, wenn kein Vertragsverhältnis zwischen den beteiligten Parteien besteht oder entgegensteht. Wird einer der Tatbestände des Deliktsrechts erfüllt, entsteht ein gesetzliches Schuldverhältnis. Über die jeweils normierte Anspruchsgrundlage kann sich der Geschädigte beim Verursacher schadlos halten. Die Regelungen des BGB werden durch zahlreiche Spezialgesetze, etwa das Straßenverkehrsgesetz (StVG) und das auf einer europäischen Richtlinie beruhende Produkthaftungsgesetz (ProdHaftG) ergänzt.
Inhaltlich regelt das Deliktsrecht den Ersatz des Schadens, der aus der Verletzung von Rechtsgütern, absoluten Rechten und Schutzgesetzen entsteht. Das Gesetz unterscheidet dabei drei Haftungformen: Die Haftung aus „verschuldetem Unrecht“, die Haftung aus „Unrecht in widerleglich vermutetem Verschulden“ und die verschuldensunabhängige Haftung aus „Gefährdung“.
Ferner verfolgt das Deliktsrecht präventive Zwecke, indem es durch Androhung von Schadensersatzpflichten Schädigungshandlungen vorbeugt. Im Gegensatz zum anglo-amerikanischen Recht kommt ihm allerdings keine Straffunktion zu. Daher sind dem deutschen Deliktsrecht Schadensersatzansprüche grundsätzlich fremd, die den Schädiger sanktionieren sollen. Unberührt bleiben dabei strafrechtliche Vorschriften.

## Grundlagen des deutschen Deliktsrechts
Das Deliktsrecht regelt, unter welchen Voraussetzungen ein Schädiger für einen von ihm angerichteten Schaden haftet. In Abgrenzung zum Vertragsrecht, bei dem der Schadensersatz als Rechtsfolge behandelt wird, entsteht ein deliktischer Schadensersatzanspruch regelmäßig kraft Gesetzes und dann, wenn jemand einen anderen in zurechenbarer und rechtswidriger Weise schädigt. Vertragsansprüche können dabei mit Deliktsansprüchen kollidieren, sodass fraglich wird, welche Auswirkungen dies auf die im Vertragsrecht meist kürzer geregelte Verjährung oder Haftungsmilderungen hat. Im Verjährungsrecht ist die Rechtsprechung uneinheitlich: Der Bundesgerichtshof gibt den Regelungen aus dem mietrechtlichen § 548 BGB regelmäßig bereits gesetzeslogischen Vorrang, weil Deliktsansprüche nahezu stets in Konkurrenz mit ihm stünden und eine Verdrängung der Norm die Aushöhlung des § 548 BGB bedeutete. Den Regelungen über Werks- oder Kaufmängel gibt er hingegen häufig den Nachrang, weil durch sie deutlich seltener zugleich Eigentumsverletzungen verwirklicht würden. Insoweit folgt die unterschiedliche Behandlung einer statistischen Häufigkeit der Konkurrenzfrage, die je nach Ausschlag deliktische Ansprüche verdrängt. Klar bezieht die Rechtsprechung demgegenüber Stellung zum Verhältnis zu vertragsrechtlichen Haftungsmilderungen: Gesetzliche Privilegierungen genießen ohne Weiteres Vorrang vor dem Schutz aus unerlaubten Handlungen, vertraglich vereinbarte indessen nicht.
Dem Deliktsrecht liegt grundsätzlich das Verschuldensprinzip zu Grunde. Daher setzt eine deliktische Haftung im Regelfall voraus, dass der Schädiger schuldhaft handelt, also vorsätzlich oder fahrlässig. Eine Ausnahme vom Verschuldensprinzip stellt die Gefährdungshaftung dar. Dort knüpft die Haftung an die Verantwortlichkeit für eine Person oder Sache an. Typischerweise korreliert mit ihr eine besondere Gefahrneigung aufgrund einer gesteigerten Unfallwahrscheinlichkeit. Verbreitet ist diese Form der Haftung etwa im Kraft- und Luftfahrzeugverkehr sowie bei Arzneimitteln.
Das deutsche Deliktsrecht wurzelt in der römisch-republikanischen lex Aquilia. Dieses als erstes aller Plebiszite während der römischen Republik verfasste Gesetz verpflichtete denjenigen zum Schadensersatz, der eine fremde Sache rechtswidrig und schuldhaft beschädigte. Die lex Aquilia beeinflusste die Entwicklung einiger europäischer Haftungsordnungen, etwa der französischen und der österreichischen. Diese Rechtsordnungen zeichnen sich dadurch aus, dass den Mittelpunkt eine Generalklausel bildet, also eine weit gefasste Anspruchsgrundlage, die geringe Anforderungen an das Entstehen eines Anspruchs stellt. So verpflichtet beispielsweise Art. 1240 des französischen Code civil denjenigen, der durch eine beliebige Handlung einen Schaden verursacht, diesen zu ersetzen. Durch ihre äußerst allgemein gehaltene Formulierung lässt diese Norm ihren Anwendern außerordentlich großen Auslegungsspielraum.
Die Einführung einer vergleichbaren deliktischen Generalklausel wurde im Rahmen der Entwicklung des BGB zwar diskutiert, letztlich allerdings verworfen, um eine zu weitgehende Haftung zu vermeiden. Dahinter stand allerdings auch eine gesetzespolitische Erwägung: So sollte eine Haftung auf Schadensersatz weniger in das Ermessen des zur Auslegung berufenen Richters gestellt werden als vielmehr aus klar umrissener gesetzlicher Wertung hervorgehen. Der Gesetzgeber schuf letztlich bewusst eine Mehrzahl von Anspruchsgrundlagen, damit an unterschiedliches Verhalten des Schädigers angeknüpft werden konnte. In deren Mittelpunkt stehen die vergleichsweise weit gefassten § 823 BGB und § 826 BGB. Zwischen § 823 Absatz 1 BGB und § 826 BGB wird gleichwohl ein deutlicher Unterschied innerhalb der deliktischen Anspruchsgrundlagen deutlich: Während § 823 Absatz 1 BGB im objektiven Tatbestand sehr eng gefasst ist, indem er an die Verletzung bestimmter Rechtsgüter anknüpft, wird er auf subjektiver Tatbestandsebene hingegen weit gefasst, da jedes Verschulden eine Haftung begründet. Im Gegensatz dazu ist § 826 BGB subjektiv eng gefasst und grundsätzlich nur Vorsatz sanktionsfähig, auf objektiver Tatbestandsebene hingegen sehr weit, denn über die Norm wird das Vermögen schlechthin geschützt. Zwischendrin steht der § 823 Absatz 2 BGB, dessen objektiv- und subjektivtatbestandlichen Voraussetzungen sich nach dem Schutzgesetz richten und lediglich dessen Vorgaben mit einem Schadensersatzanspruch flankieren.
Das im BGB geregelte Deliktsrecht erfuhr seit Inkrafttreten des BGB im Jahr 1900 bislang lediglich wenige Änderungen. Die Fortentwicklung des Rechtsgebiets wird daher im großen Maß durch die Rechtsprechung vorgenommen. Dies betrifft im Besonderen den Schutz des Persönlichkeitsrechts und das Recht der Arzthaftung. Hinzu kamen allerdings Spezialgesetze, die deliktische Anspruchsgrundlagen enthalten. Hierzu zählen das Straßenverkehrsgesetz, das Atomgesetz (AtG) und das Produkthaftungsgesetz.

## Haftung aus verschuldetem Unrecht

### Verletzung von Rechtsgütern und absoluten Rechten (subjektive Rechte), § 823 Absatz 1 BGB
Schlüsselnorm des deutschen Deliktsrechts ist § 823 Absatz 1 BGB. Dieser räumt einen Anspruch auf Schadensersatz ein, wenn jemand widerrechtlich und schuldhaft eines der genannten Schutzgüter verletzt und hierdurch einen Schaden verursacht.
Da der deutsche Gesetzgeber mit § 823 Absatz 1 BGB gerade keine haftungsbegründende Generalklausel schaffen wollte, knüpfte er das Entstehen eines Schadensersatzanspruchs an die Verletzung eines in der Norm genannten Rechts bzw. Rechtsguts. Nicht über § 823 Absatz 1 BGB ersatzfähig sind daher beispielsweise reine Vermögensschäden, da die Norm das Vermögen nicht als Schutzgut nennt.
Zum Kreis der in § 823 Absatz 1 BGB geschützten Rechtsgüter zählen Leben, Körper, Gesundheit und Freiheit. Hierbei handelt es sich um Güter, über die jeder Mensch natürlicherweise verfügt. Sie werden daher in der Rechtswissenschaft auch als Lebensgüter bezeichnet.

#### Leben
Verletzungshandlung gegen das Leben ist die Tötung. Diese begründet jedoch keine Haftung gegenüber dem Geschädigten aus § 823 Absatz 1 BGB, da der Mensch im Zeitpunkt des Todeseintritts seine Rechtsfähigkeit verliert, sodass er keinen Anspruch erlangen kann. Der Schädiger haftet allerdings gegenüber den Hinterbliebenen, diese Ansprüche sind jedoch in anderen Anspruchsgrundlagen als dem § 823 Absatz 1 BGB geregelt. So räumt § 844 BGB beispielsweise einen Anspruch gegen den Schädiger auf Ersatz der Begräbniskosten sowie auf Zahlung einer angemessenen Entschädigung ein. Im Rahmen von § 823 BGB hat das Rechtsgut Leben deshalb keinen eigenen Anwendungsbereich, wird aber gleichwohl als Schutzgut genannt. Hierdurch bringt der Gesetzgeber zum Ausdruck, dass das menschliche Leben kein zur Disposition stehendes Rechtsgut ist.

#### Körper und Gesundheit
Die Schutzgüter Körper und Gesundheit stehen in engem Zusammenhang: Während bei Ersterem der Schutz der äußeren körperlichen Unversehrtheit des Menschen im Vordergrund steht, schützt Letzteres dessen körperliche, geistige und seelische Funktionsfähigkeit. Die körperliche Unversehrtheit wird beispielsweise verletzt durch das Zufügen einer Wunde, das Abschneiden der Haare, das pflichtwidrige Unterlassen ärztlicher Behandlung sowie durch den Eintritt einer ungewollten Schwangerschaft nach gescheiterter Sterilisation. Grundsätzlich gelten auch ärztliche Eingriffe und Operationen als Eingriff in die körperliche Unversehrtheit, sofern der Rechtfertigungsgrund berufskunstgerechter Behandlung nicht nachgewiesen werden kann.
Um eine Gesundheitsverletzung handelt es sich etwa beim Infizieren einer Person mit einer Krankheit und dem Zuführen schädlicher Emissionen. Auch eine das Wohlbefinden verringernde psychische Beeinträchtigung kann eine Gesundheitsverletzung darstellen. Da diese allerdings schwer mess- und überprüfbar ist, stellt eine derartige Beeinträchtigung lediglich dann eine Rechtsgutsverletzung dar, wenn sie sich physisch auswirkt, etwa in Form von Schlaganfällen oder Depressionen.
Auch ein ungeborenes Kind kann in seiner Gesundheit geschädigt werden. Hierzu kommt es beispielsweise, wenn einer Schwangeren eine mit Lues verunreinigte Blutkonserve verabreicht wird, wodurch das Kind krank zur Welt kommt. Anders verhält es sich, wenn sich der Vorwurf an den Arzt darauf beschränkt, die Schwangere nicht darauf hingewiesen zu haben, dass ein Kind krank geboren werden würde: Hier erleidet das Kind keine Verschlechterung seiner Gesundheit, weswegen es keinen Schadensersatzanspruch hat. In Betracht kommt allenfalls eine Haftung des Arztes gegenüber den Eltern wegen Verletzung einer vertraglichen Aufklärungspflicht. Eine deliktische Haftung des Arztes auf Ersatz des Kindesunterhalts kommt nach der Rechtsprechung in Betracht, wenn er eine Sterilisation fehlerhaft vornimmt, sodass ein Kind geboren wird.

#### Freiheit
Das Rechtsgut Freiheit schützt nach vorherrschender Auffassung ausschließlich die körperliche Bewegungsfreiheit. Verletzt wird es daher durch Beschränkungen der Fortbewegungsfreiheit, etwa durch das Erwirken einer mehrmonatigen Untersuchungshaft. Nicht ausreichend sind allerdings kurzzeitige Freiheitsbeschränkungen, etwa das Versperren des Weges oder das Zuparken, da solche Umstände dem allgemeinen Lebensrisiko zuzuordnen sind.
Die körperliche Bewegungsfreiheit kann auch durch nötigende Eingriffe in die Willensfreiheit beeinträchtigt werden, etwa durch Zwang, Drohung oder Täuschung. Dies setzt voraus, dass die Willensbildung zur freien Fortbewegung beeinträchtigt wird. Fehlt diese Wirkung, kann der Eingriff in die Willensfreiheit als Verletzung des Persönlichkeitsrechts oder als strafbare Nötigung (§ 240 StGB) deliktische Schadensersatzansprüche begründen.

#### Absolute Rechte

##### Eigentum
Weiterhin schützt § 823 Absatz 1 BGB sogenannte absolute Rechte. Bei einem absoluten Recht handelt es sich um ein Herrschaftsrecht über eine bestimmte Rechtsposition, welches von jedermann zu achten ist. Das bekannteste absolute Recht ist das Eigentum, das gemäß § 903 BGB die uneingeschränkte rechtliche Herrschaftsgewalt über eine Sache darstellt.
Verletzungshandlungen bestehen im Eingriff in die Substanz einer Sache, also deren Beschädigung oder Zerstörung. Auch die Entziehung oder Nutzungserschwerung beziehungsweise Beeinträchtigung des bestimmungsgemäßen Gebrauchs der Sache sind Eigentumsverletzungen. In diesem Sinne stellen das Zuparken eines PKW und das unberechtigte Belegen eines fremden Parkplatzes Eigentumsverletzungen dar. Ebenso das Abschneiden von der Zufuhr eines Stoffs, mit dem ein Aggregat dauerhaft versorgt werden muss, beispielsweise indem die Stromversorgung einer Eisfabrik oder einer Brüterei unterbrochen wird und deren Erzeugnisse infolge der mangelnden Stromzufuhr Schaden nehmen. Die Rechtsprechung betrachtet darüber hinaus das Fotografieren fremder Gebäudefassaden als Eigentumsbeeinträchtigung, sofern der Fotograf zur Anfertigung der Aufnahme das fremde Grundstück ohne Einverständnis des Eigentümers betritt, weil durch das Betreten in dessen Verfügungsgewalt über sein Grundstück eingegriffen werde.
Nach der Rechtsprechung liegt eine Eigentumsverletzung zudem vor, wenn eine Sache übereignet wird, die nach Übereignung aufgrund eines Mangels Schaden nimmt. Dies trifft etwa zu, wenn ein neu erworbener PKW aufgrund eines bereits bei Übergabe an den Käufer defekten Gaszugs einen Unfall erleidet. Als Verletzung des Eigentumsrechts wird auch die wirksame Verfügung eines Nichtberechtigten erachtet.

##### Sonstige Rechte
Weitere absolute Rechte erfasst § 823 Absatz 1 BGB mit dem Begriff des sonstigen Rechts. Hierzu zählen alle beschränkt dinglichen Rechte, beispielsweise die Grundschuld und die Hypothek, ebenso die Anwartschaftsrechte. Beschädigt jemand eine Sache, die mit einem solchen Recht belastet ist, kann der Inhaber dieses Rechts Schadensersatz verlangen.
Ebenfalls geschützt ist nach überwiegender Ansicht das Besitzrecht als Anrecht auf die Ausübung der tatsächlichen Herrschaftsgewalt über eine Sache. Kritische Stimmen wenden hiergegen ein, dass deliktischer Besitzschutz dem Eigentümerschutz gleichgestellt würde und im Zweifel sogar über ihn hinausginge. Zudem drohen Kollisionen mit § 858 BGB als Schutzgesetz im Sinne des § 823 Absatz 2 BGB.
Weitestgehend Einigkeit besteht in Literatur und Rechtsprechung darüber, dass Forderungen als lediglich relative Rechte keine sonstige Rechte darstellen. Einzelne Stimmen betrachten jedoch die Forderungszuständigkeit, welche die Zugehörigkeit einer Forderung zu ihrem Gläubiger ausdrückt, als sonstiges Recht. Um weitere absolute Rechte handelt es sich bei Immaterialgüterrechten, die als geistiges Eigentum Schutz über das Patent-, Urheber- und Warenzeichenrecht genießen einschließlich des Erfinderpersönlichkeitsrechts.
Allgemeines Persönlichkeitsrecht
Der Begriff des sonstigen Rechts erfasst ferner eine Position, die auf richterliche Rechtsfortbildung zurückzuführen ist: das allgemeine Persönlichkeitsrecht im Sinne von Art. 2 Absatz 1 GG. Die Anerkennung des allgemeinen Persönlichkeitsrechts als Schutzgut des § 823 BGB unterliegt neuerer Entwicklung. Geschützt wird das Recht des Menschen auf Achtung und Anerkennung sowie auf freie Entfaltung seiner Persönlichkeit. Damit wird der – im Gegensatz zum StGB – im BGB vernachlässigte Ehrschutz gestärkt und weitergehend sogar die Intimsphäre in den Schutzbereich einbezogen. So stellt es eine Rechtsgutsverletzung dar, wenn Fotos ohne Einwilligung des Abgebildeten veröffentlicht werden, insbesondere, wenn die Abbilder zudem noch zu kommerziellen Zwecken genutzt werden, etwa zur Bewerbung von Potenzmitteln. Zuletzt entschied der Bundesgerichtshof, dass ein Recht auf Nichtwissen der eigenen genetischen Veranlagung besteht.
Problematisch ist, dass die Eingrenzung des Schutzumfangs des Rechtsguts „Persönlichkeit“ eine Interessens- und Güterabwägung erforderlich macht. Ist nämlich der Schutz einer Person gewährleistet, ist zumeist der Schutz einer anderen Person behindert. Vermögenswerte, nicht höchstpersönlich gebundene Bestandteile des Persönlichkeitsrechts genießen postmortalen Schutz. Unvererblich sind ideelle und höchstpersönliche Anteile des Persönlichkeitsschutzes.
Recht am eingerichteten und ausgeübten Gewerbebetrieb
Auch das Recht am eingerichteten und ausgeübten Gewerbebetrieb ist aufgrund Richterrechts entstanden und ebenso wie das allgemeine Persönlichkeitsrecht bezüglich § 823 BGB subsidiär ausgestaltet, sobald ein Spezialgesetz eingreift. Das Recht am Gewerbebetrieb schützt die Funktionsfähigkeit eines Betriebs als wirtschaftliche Einheit. Seit langem in der Rechtsprechung anerkannt, erfährt sein Schutz heute allerdings starke Einschränkungen, zumal er in einer von starkem Wettbewerb geprägten Gesellschaft in seinem Bestand um Kunden, Umsatz und Verdienstmöglichkeiten nicht wie Eigentum geschützt werden kann, sich vielmehr permanent neu behaupten muss. Aus diesem Grund erfährt der Gewerbebetrieb nicht Bestandsschutz im eigentlichen Sinne, vielmehr wird er vor bestimmtem, gegen ihn gerichtetem, geschäftsschädigendem Verhalten und somit vor Geschäftsschädigung geschützt. Dies kann unerlaubter Arbeitskampf im Innenverhältnis sein, ebenso unlauterer Wettbewerb im Außenverhältnis. Judiziert wurden gerade solche Fälle: unberechtigte Abmahnung wegen einer vermeintlichen Schutzrechtverletzung, Arbeitskampfmaßnahmen und Boykottaufrufe.
Ehe
Der deliktische Schutz der Ehe ist bereits in der Rechtsprechung hoch umstritten. Der Bundesgerichtshof anerkannte einerseits den räumlich-gegenständlichen Bereich der Ehe ausdrücklich als absolut geschützte Rechtsposition. So hat etwa die Ehefrau gegen ihren untreuen Ehemann einen Beseitigungs- und Unterlassungsanspruch gegen die Aufnahme seiner Geliebten in die Ehewohnung. Andererseits verneint der Bundesgerichtshof in ständiger Rechtsprechung deliktische Schadensersatzansprüche aus Eheverletzungen. Er argumentiert damit, dass das Familienrecht vermögensrechtliche Belange der Ehe bereits abschließend regle und Dritte (hier: Geliebte) die eheliche Treuepflicht nicht verletzen können, da diese nur die Ehegatten binde. Der Bundesgerichtshof gestand jedoch einen Schadenersatzanspruch in einem Fall zu, in dem die Ehefrau ihrem Ehemann vor Eheschließung vorgespiegelt hatte, allein er könne der Vater des erwarteten Kindes sein, denn hierin läge über die Verletzung der ehelichen Treue hinaus eine voreheliche Täuschung.
Die Ehe selbst ist kein dem Eigentum vergleichbares, absolutes Recht und daher letztlich kein „sonstiges Recht“. Nach einer in der Lehre vertretenen, stark umstrittenen Auffassung ist auch „die Verbindung der Ehegatten zu geschlechtlicher Treue“ absolut geschützt, was eine analoge Anwendung des § 823 Absatz 1 rechtfertige. Potentieller Verletzer sei jeder Dritte, der in Folge einer Verletzung das Abwicklungsinteresse zu ersetzen habe, vergleichbar mit der Abwicklung eines Verlöbnisses gemäß § 1298 BGB.
Vereinsmitgliedschaft
1990 entschied der Bundesgerichtshof, dass eine Mitgliedschaft als „sonstiges Recht“ Schutz verdienen kann. Im „Schärenkreuzer-Fall“ wurde einem Mitglied eines eingetragenen Segelvereins die Teilnahme an einer Bodensee-Regatta verwehrt, weil das Segelschiff nicht den Vorschriften entsprochen habe, worauf das Mitglied Schadensersatzansprüche erhob. In der Literatur wird die Subsumption einer Vereinsmitgliedschaft unter den Schutz des § 823 BGB als zweifelhaft betrachtet.

#### Verletzungshandlung
Deliktisch handelt, wer eine Rechtsgutsverletzung unmittelbar durch eigenes Handeln herbeiführt. Eine Handlung kann in positivem Tun oder bei entsprechender Garantenstellung in pflichtwidrigem Unterlassen bestehen. Wer einen anderen schlägt und verletzt, wird ebenso zur Rechenschaft gezogen wie der Vater, der beim Schlittschuhlaufen seinem Kind nicht aus dem Eiswasser hilft, nachdem es eingebrochen ist. Damit ein Verhalten rechtlich in diesem Zusammenhang vorwerfbar ist, muss es dem Handlungsunwert positiven Tuns entsprechen.
Schwieriger gestaltet sich die Haftungsbegründung bei lediglich mittelbarer Schädigung, etwa durch den Vertrieb eines Produkts, das beim Anwender einen Schaden herbeiführt. Fraglich ist, wie weit die Verantwortung einer Person für den eingetretenen Schaden dabei reichen soll und inwieweit eine grundsätzlich kaum missbilligenswerte Handlung (das Inverkehrbringen des Produktes) eine deliktische Haftung begründen soll. Um insbesondere die dahinter stehende Kausalitätsfrage für eine deliktische Haftung zielführender beantworten zu können, wurde die Figur der Verkehrssicherungspflicht entwickelt. Deren dogmatische Herleitung ist zwar streitig, die zumeist vertretenen Auffassungen stimmen aber zu Fragen der Funktion und der Voraussetzungen dieses Pflichtentyps weitgehend überein.
Die Verkehrssicherungspflicht löst eine Rechtspflicht zum Handeln aus. Ihre Missachtung kann zu einer deliktischen Haftung führen. Eine Handlungspflicht in diesem Sinne obliegt Personen, die Gefahrenquellen schaffen. Die Rechtsprechung nimmt dies stets bei Betreibern von Baustellen oder bei Veranstaltern von Konzerten und dergleichen an. Durch die Eröffnung von Verkehrsräumen, die ihrer Natur nach Gefährdungspotential in sich bergen, ist zu gewährleisten, dass Dritte, die als Besucher oder aus sonstigen Gründen mit der Örtlichkeit in Berührung kommen, keinen Schaden erleiden. Widrigenfalls hat der Betreiber dem geschädigten Betroffenen Schadensersatz gemäß § 823 Absatz 1 BGB zu leisten. Auch in kleineren Dimensionen finden Verkehrssicherungspflichten Anwendung. So hat der Eigentümer eines Hauses sicherzustellen, dass Wege auf und zu seinem Grundstück sicher begehbar sind. Räumt er nach Schneefall seinen Weg nicht, haftet er auf Schadensersatz, wenn infolgedessen Passanten ausrutschen und zu Schaden kommen. Einer ähnlichen Sorgfaltspflicht unterliegen Personen, die kraft ihrer beruflichen Stellung besonderes Vertrauen in Anspruch nehmen. So haften beispielsweise Ärzte für Körper- und Gesundheitsschäden ihrer Patienten, die dadurch eintreten, dass eine Heilbehandlung unterbleibt, die aus fachdisziplinarischer Sicht klar angezeigt ist.
Häufig fällt im Rahmen der Verkehrspflichten die Abgrenzung zwischen „Handeln durch Unterlassen“ und „mittelbarem positiven Tun“ schwer und noch schwerer, welche systematische Stellung diese beiden Modalitäten im Verhältnis von Tatbestand und Rechtswidrigkeit einnehmen sollen. Ausschlaggebend ist letztlich ein Nachweis der Rechtswidrigkeit der Verletzungshandlung bei den in § 823 Absatz 1 BGB genannten Lebens- und Rechtsgütern. Insoweit genügt der sonst übliche Verweis auf die Adäquanz zur Indikation rechtswidriger Tatbestandserfüllung gerade nicht.

#### Kausalität und Zurechenbarkeit
Eine Schadensersatzhaftung erfordert, dass das deliktische Verhalten ursächlich für die Rechtsgutsbeeinträchtigung war, mit diesem also haftungsbegründend kausal verknüpft ist. Dies ist dann der Fall, wenn die Handlung des Verletzers nicht hinweggedacht werden kann, ohne dass der Erfolg in seiner konkreten Gestalt entfiele (sogenannte conditio sine qua non). Sofern ein Unterlassen streitgegenständlich ist, kommt es darauf an, ob der Täter die Rechtsgutsverletzung durch pflichtgemäßes Handeln mit an Sicherheit grenzender Wahrscheinlichkeit hätte verhindern können. Insoweit wird in der Rechtsliteratur von äquivalenter Kausalität gesprochen.
Diese außerordentlich weite Kausalitätsformel wird in mehrfacher Hinsicht beschränkt: Zum einen werden solche Kausalverläufe aus der Haftung ausgenommen, die unvorhersehbar sind, also in einer Weise verlaufen, mit der schlicht niemand rechnen kann. Zum anderen wird gefordert, dass die Rechtsgutsbeeinträchtigung dem Verletzer objektiv zurechenbar ist (sogenannte adäquate Kausalität). Adäquanz bedeutet eine Bedingung, die sich generell eignete, einen unerwünschten Erfolg herbeizuführen. Abzugrenzen ist damit gegen außergewöhnliche Umstände, die den Erfolg herbeiführen; diese unterliegen der Adäquanz nicht. Der Standpunkt einer Beurteilung der Lage soll gemäß Rechtsprechung aus der Perspektive eines optimal präparierten Beobachters mit Tätersonderwissen im Verletzungszeitpunkt erfolgen. Häufig liegen solche Fälle vor, wenn der Täter eine rechtlich missbilligte Gefahr schafft, die sich (später) im eingetretenen Erfolg realisiert.
An einer Zurechenbarkeit des Taterfolges kann es jedoch fehlen, wenn die Rechtsgutsverletzung unmittelbar durch das Opfer verursacht wird. Dies ist etwa der Fall, wenn ein Fahrkartenkontrolleur einen flüchtigen Schwarzfahrer verfolgt und hierbei stürzt. In solchen Herausforderungsfällen bejaht die Rechtsprechung eine Zurechnung der Rechtsgutsverletzung allerdings, solange die Selbstgefährdung des Verfolgers aus einer im Ansatz billigenswerten Erwägung folgt und nicht außer Verhältnis zum angestrebten Zweck steht. Dies sind Fälle der sogenannten mittelbar-kumulativen (auch psychischen) Kausalität.

#### Rechtswidrigkeit
In der Rechtsliteratur heißt es häufig, dass die Rechtswidrigkeit durch die Verwirklichung des Tatbestandes indiziert würde. Das bedeutet, dass es einer gesonderten Überprüfung der Frage der Rechtswidrigkeit nur bedarf, wo Anhaltspunkte für das Vorliegen der Voraussetzungen von Rechtfertigungsgründen gegeben sind. Um in rechtswidriger Weise in den Widerspruch zur Rechtsordnung treten zu können, muss der Schädiger den Schaden also rechtswidrig verursacht haben, Indizien für eine Notwehr- oder rechtfertigende Notstandshandlung dürfen nicht bestehen. Grundsätzlich wird davon ausgegangen, dass die Indikation der Rechtswidrigkeit auch aus dem Umstand herzuleiten ist, dass die Frage der Zurechnung bereits auf Tatbestandsebene vorgenommen wird und den Raum der Notwendigkeit der Überprüfung als Unrechtsmerkmal insoweit verkürzt. Folgte man andererseits aber der im Schrifttum bisweilen vertretenen „Lehre vom Handlungsunrecht“, wäre die Pflichtwidrigkeit der Handlung stets positiv festzustellen. Ein klassisches Beispiel dafür, dass die Rechtswidrigkeit nicht ohne weiteres indiziert ist, ist die Verletzungshandlung eines flüchtigen Diebs, damit dieser aufgehalten werden kann.
Schon grundsätzlich ist die positive Feststellung der Rechtswidrigkeit erforderlich im Falle der Verletzung des allgemeinen Persönlichkeitsrechts und des Rechts am eingerichteten und ausgeübten Gewerbebetrieb. Beide Rechte besitzen jeweils einen äußerst weiten Schutzbereich, weswegen sie sogar durch Handlungen beeinträchtigt werden können, die von der Rechtsordnung im Grundsatz nicht missbilligt werden. Beim Persönlichkeitsrecht ist dies etwa durch eine auf die betreffende Person bezogene negative Berichterstattung der Fall. Beim Recht am Gewerbebetrieb kommt ein Streik der Belegschaft in Betracht. Anders als etwa eine Eigentumsverletzung genießen diese Handlungen selbst durch die Garantie der Meinungsfreiheit (Art. 5 GG) und der Koalitionsfreiheit (Art. 9 Absatz 3 GG) grundrechtlichen Schutz. Daher muss die Rechtswidrigkeit von Eingriffen in die Rechte an der Persönlichkeit und am Gewerbebetrieb durch eine Abwägung der auf beiden Seiten betroffenen Interessen festgestellt werden.

#### Verschulden
Der Verletzer muss die Schädigung verschuldet haben, was primär Verschuldensfähigkeit im Sinne der §§ 827, 828 BGB voraussetzt. Verschulden ist in den beiden Verschuldensformen vorsätzlichen oder fahrlässigen Handelns denkbar. Vorsatz ist gegeben, wenn der Schädiger die Rechtsgutsverletzung zumindest billigend in Kauf nimmt. Fahrlässigkeit erfordert gemäß § 276 Absatz 2 BGB, dass die verkehrsübliche Sorgfalt außer Acht gelassen wird.

##### Verschuldensfähigkeit
Verschulden ist ausgeschlossen, wenn der Verletzer bei Vornahme der Verletzungshandlung verschuldensunfähig ist. Gemäß § 827 Satz 1 BGB ist dies der Fall, wenn er sich in einem krankhaften Zustand befindet, der die freie Selbstbestimmung ausschließt. Hierzu zählen vornehmlich die Geisteskrankheit und der alkoholbedingte Rausch. Der Verletzer haftet allerdings gemäß § 827 Satz 2 BGB wie ein fahrlässig Handelnder, wenn er die Verschuldensunfähigkeit durch den Konsum von Alkohol oder ähnlichen Mitteln selbst herbeiführt.
Differenziert ausgestaltet ist in § 828 BGB die Verschuldensfähigkeit von Minderjährigen: Bis zu einem Alter von sieben Jahren haften diese nicht für deliktisches Handeln. Ab dem siebten Lebensjahr haften sie, wenn sie in der Lage sind, die Gefährlichkeit ihres Handelns zu erkennen. Etwas anderes gilt bei Schädigungen, die im Zusammenhang mit Gefahren des Straßenverkehrs stehen: Hier können Minderjährige grundsätzlich erst ab dem zehnten Lebensjahr haftbar gemacht werden, da jüngere Kinder in der Regel mit der richtigen Einschätzung von Straßenverkehrssituationen überfordert sind. Dies gilt jedoch nicht, falls die Schädigung nicht auf der straßenverkehrsbedingten Überforderung des Kindes beruht. Dies trifft etwa zu, wenn es gegen ein ordnungsgemäß geparktes Fahrzeug stößt.

##### Modifizierung der Beweislast durch die Rechtsprechung
Grundsätzlich trägt der Geschädigte im Zivilprozess die Beweislast für den Nachweis aller anspruchsbegründenden Voraussetzungen, also auch das Verschulden des Schädigers. In bestimmten Situationen ist ihm dies jedoch kaum möglich, weil ihm die notwendigen Tatsachen unbekannt sind. Um dies zu kompensieren, modifiziert die Rechtsprechung in bestimmten Sachgebieten die Beweislast zugunsten des Geschädigten.

###### Produzentenhaftung
Erhebliche praktische Schwierigkeiten birgt die Beweisführung bei der Haftung des Herstellers für von ihm in Verkehr gebrachte Produkte. Erleidet der Verwender eines dieser Produkte aufgrund dessen Fehlerhaftigkeit einen Schaden und nimmt er daraufhin den Hersteller in Anspruch, so muss er beweisen, dass der Hersteller die Fehlerhaftigkeit des Produkts in schuldhafter Weise verursacht hat. Da der Verwender im Regelfall keinen Einblick in die Produktionsprozesse des Herstellers hat, kann er den Verschuldensbeweis kaum führen.
Wegen dieser Schwierigkeit entwickelte die Rechtsprechung die Produzentenhaftung, die hinsichtlich des Verschuldens zu einer gesetzlich geregelten Beweislastumkehr führen kann. Dem Geschädigten wird damit die Last einer umfänglichen Beweisführung genommen, denn zu seinen Gunsten wird vermutet, dass Verschulden des Herstellers vorliegt. Die Beweislastverteilung erfolgt dabei grundsätzlich so, dass der geschädigte Anspruchsteller Fragen zur Rechtsgutsverletzung, zum geltend gemachten Fehler der Sache und zur objektiven Pflichtverletzung, die zum Schaden geführt hat (haftungsbegründende wie -ausfüllende Kausalität), zu beweisen hat und der Anspruchsgegner (Hersteller) auf der anderen Seite, dass ihn keine Pflichtverletzung trifft, insbesondere aber kein Verschulden (unter Einbezug von Organisationsverschulden und Entlastungsbeweis bezüglich Verrichtungsgehilfen). Da die rechtliche Ausgestaltung allerdings eine widerlegliche Vermutung vorsieht, kann der Schädiger den Gegenbeweis antreten.
Die Verschuldensvermutung knüpft an die Verletzung einer herstellerspezifischen Verkehrssicherungspflicht an. Verkehrssicherungspflichten bestehen in verschiedenen Stadien einer Produktentwicklung und -vermarktung: Sie beginnen mit der Planung des Produkts und erstrecken sich auf dessen Fertigung, die Instruktion des Verwenders über den sicheren Umgang mit dem Produkt sowie auf die Beobachtung des Produkts nach Markteinführung im Hinblick auf eventuell vorhandene Fehler. Die Rechts(gut)verletzung kann sich damit aus Planungs-, Fabrikations-, Konstruktions-, Instruktions- und Produktbeobachtungsfehlern ergeben.
Vorrang vor der Produzentenhaftung haben allerdings Ansprüche, die sich unmittelbar aus Vertrag herleiten lassen. Dies sind Ansprüche, die sich aus den Vertragstypen des besonderen Schuldrechts ab §§ 433 ff. BGB ergeben oder gar selbständigen Garantieverträgen oder Verträgen mit Schutzwirkung zugunsten Dritter. Auch Ansprüche aus culpa in contrahendo oder Gefährdungshaftung genießen Vorrang vor der Produzentenhaftung.

###### Arzthaftung
Eine ähnliche Beweiserleichterung zugunsten des Geschädigten entwickelte die Rechtsprechung im Arzthaftungsrecht. Die häufig sehr komplexen medizinischen Behandlungen vermag der Geschädigte haftungsrechtlich kaum zu überschauen, weit eher der behandelnde Arzt. Die Rechtsprechung war auch hier dazu übergegangen, Fragen der Zuordnung der Beweislast zu beantworten, um den deutlich kenntnisärmeren Patienten zu entlasten. Lücken, etwa in der Dokumentation der ärztlichen Behandlung, können dazu führen, dass die Anforderungen an die Beweisführung des Geschädigten abgesenkt werden, da dies nicht zulasten des Geschädigten gehen darf. Gelingt es dem Patienten außerdem, einen groben Behandlungsfehler nachzuweisen, indiziert dies bereits die Kausalität des Fehlers für den Schaden.
Große Teile der richterrechtlichen Arzthaftung wurden Anfang 2013 vom Gesetzgeber in den Vorschriften über den Behandlungsvertrag (§ 630a BGB – § 630h BGB) kodifiziert.

#### Rechtsfolge: Schadensersatz
Liegen die Tatbestandsvoraussetzungen des § 823 Absatz 1 BGB vor, ist der Schädiger zum Ersatz aller Schäden verpflichtet, die kausal auf die Rechtsgutsbeeinträchtigung zurückzuführen sind. Unter Schaden wird jede unfreiwillige Vermögenseinbuße verstanden, die durch die Verletzungshandlung nebst daraus resultierender Folgebeeinträchtigungen resultiert. Der Umfang des zu ersetzenden Schadens richtet sich dabei nach den allgemeinen schadensrechtlichen Vorschriften, den §§ 249 bis § 254 BGB, modifiziert allerdings durch die Besonderheiten der §§ 842 bis § 850 BGB. Der Schadensersatz wird mittels der Differenzhypothese ermittelt: Verglichen wird der tatsächliche Zustand mit einem fiktiven Zustand, der bestanden hätte, wenn es nicht zu dem schädigenden Ereignis gekommen wäre. Zwischen der Verletzungshandlung und dem eingetretenen Schaden muss die sogenannte haftungsausfüllende Kausalität bestehen, was bedeutet, dass der Schutzbereich der Norm den konkret eingetretenen Schaden umfassen muss – in Ansehung der Person des Geschädigten und des sachlichen Gefahrenbereichs. Die festgestellte Differenz bestimmt die Schadenshöhe und ist durch den Schädiger zu ersetzen.
Die Ersatzpflicht umfasst nach § 252 BGB auch einen möglichen finanziellen Gewinn, dessen Eintritt durch die Schädigung verhindert wurde (entgangener Gewinn). In bestimmten Fällen kann der Verletzte darüber hinaus nach § 253 BGB Schadensersatz wegen immaterieller Beeinträchtigung verlangen. Von Bedeutung ist dies etwa als Schmerzensgeld bei Körper- und Gesundheitsverletzungen sowie bei Verletzungen des allgemeinen Persönlichkeitsrechts.
Schadensersatz nach § 823 Absatz 1 BGB kann letztlich auch in einem Anspruch auf Beseitigung beziehungsweise Unterlassung bestehen. Während der Schadensersatzanspruch dazu dient, einen Ausgleich für eingetretene Rechtsgutsverletzungen zu erreichen, bezweckt der Unterlassungsanspruch, den Eintritt solcher Beeinträchtigungen zu verhindern. Diese können sich aus § 823 BGB direkt ergeben, ebenso aber aus quasinegatorischem Rechtszusammenhang gemäß § 1004 Absatz 1 Satz 2 BGB analog. Voraussetzung dafür ist, dass fortgesetzte Beeinträchtigungen der durch die §§ 823, 824 BGB geschützten Rechte drohen und der Anspruchsgegner Handlungs- oder Zustandsstörer ist, wobei der Anspruchsteller nicht einer Pflicht zur Duldung der Beeinträchtigung unterliegt, die sich etwa aus Gesetz, Vertrag, behördlichem Bescheid oder einer Einwilligung ergeben kann. Zu beachten ist jedoch, dass die Abwehr der Beeinträchtigung (Beseitigung) nicht weiter reichen kann als ein Schadensersatzanspruch.

### Verletzung eines Schutzgesetzes, § 823 Absatz 2 BGB
§ 823 Absatz 2 BGB ist einschlägig, wenn jemand einen Schaden dadurch verursacht, dass er gegen ein Schutzgesetz verstößt. Schutzgesetze sind Rechtsnormen, die zumindest auch dem Schutz der Rechte und Interessen des Einzelnen oder eines bestimmten Personenkreises dienen. Darunter fallen Rechtsnormen im materiellen Sinne, aber auch des Gewohnheitsrechts, soweit sie Ge- oder Verbote zum Inhalt haben. Da derartige Gesetze sehr zahlreich sind, überprüft der Bundesgerichtshof zusätzlich, ob nicht andere Regelungen die schützenswerten Interessen des Anspruchstellers bereits ausreichend berücksichtigen. Besonders hinterfragt wird immer wieder der Schutzcharakter des § 858 BGB. Er kann nämlich mit der durch die Rechtsprechung eingezogenen Begrenzung des Besitzschutzes des § 823 Absatz 1 BGB kollidieren. Zur Vermeidung dessen darf der Charakter des § 858 BGB als Schutzgesetz nicht weiter reichen als der Besitzschutz des § 823 Absatz 1 BGB selbst. Vornehmlich dient § 858 BGB nämlich der Wahrung des Rechtsfriedens und nicht dem Schutz des Besitzers, vor allem nicht demjenigen des unrechtmäßigen Besitzers.
Schutzgesetze sind vornehmlich öffentlich-rechtlicher oder strafrechtlicher Natur: Über § 823 Absatz 2 BGB finden insbesondere die Wertungen der öffentlichen Sicherheit oder Ordnung ihren Eingang ins Zivilrecht. So verpflichtet § 3 StVO den Fahrzeugführer eines Kfz zum Fahren mit angemessener Geschwindigkeit. Die Vorschrift bezweckt den Schutz des Lebens, der körperlichen Unversehrtheit und des Eigentums anderer Verkehrsteilnehmer. Eine Geschwindigkeitsüberschreitung verpflichtet somit zum Schadensersatz nach § 823 Absatz 2 BGB, wenn es zu einem Unfall kommt und dieser auf überhöhte Geschwindigkeit zurückzuführen ist.
Gegenüber § 823 Absatz 1 BGB stellt sich die Beweisführung des § 823 Absatz 2 BGB zugunsten des Geschädigten erleichtert dar: Anstelle des Beweises einer schuldhaften Rechtsgutsverletzung genügt es, wenn er dem Anspruchsgegner einen objektiven Verstoß gegen die verletzte Schutznorm, im oben angegebenen Fall § 3 StVO, nachweist.

### Kredit- und Erwerbsschädigung, § 824 BGB
§ 824 BGB schützt die geschäftliche Ehre und das Vermögen. Hierzu begründet die Norm einen Schadensersatzanspruch für denjenigen, über den falsche Tatsachen behauptet oder verbreitet werden, die dazu geeignet sind, seinen wirtschaftlichen Ruf zu schädigen. Der Rufschädigung liegt die objektive Neigung zugrunde, Nachteile für Kredit, Erwerb oder Fortkommen des Anspruchstellers herbeizuführen. Dies trifft etwa auf eine Aussage zu, dass jemand „kurz vor der Insolvenz“ stehe oder ein „qualitativ minderwertiges Produkt produziere“.
Die Norm konkurriert mit § 823 Absatz 2 BGB, da das haftungsbegründende Verhalten regelmäßig zugleich als üble Nachrede (§ 186 StGB) und Verleumdung (§ 187 StGB) strafbar ist. Da beide Strafnormen allerdings nicht den Fall erfassen, in welchem jemand fahrlässig eine falsche Tatsachenbehauptung aufstellt, schuf die zweite Kommission zur Erarbeitung des BGB den § 824 BGB, um eine Schutzlücke zu schließen.
§ 824 Absatz 2 BGB enthält einen Rechtfertigungsgrund, der grundsätzlich missbilligenswerte Äußerungen ausnahmsweise rechtfertigt. Die Schadensersatzpflicht entfällt nämlich dann, wenn der Empfänger der Äußerung ein berechtigtes Interesse an der Äußerung hat (Wahrnehmen berechtigter Interessen). Große praktische Bedeutung hat dieser Rechtfertigungsgrund bei Berichterstattungen in den Medien. Das Wahrnehmen eines berechtigten Interesses kommt allerdings nur in Betracht, wenn der Schädiger nicht um die Unwahrheit der Tatsachenbehauptung weiß, da eine bewusste Irreführung keinen Schutz verdient.

### Bestimmung zu sexuellen Handlungen, § 825 BGB
Die praktische Bedeutung des § 825 BGB ist äußerst gering, da die Norm mit dem Schutz des allgemeinen Persönlichkeitsrechts durch § 823 Absatz 1 BGB konkurriert. Der Gesetzgeber hat allerdings im Rahmen des zweiten Schadensersatzrechtsänderungsgesetzes von 2002 auf die Streichung der Norm verzichtet, um nicht den Eindruck zu erwecken, die sexuelle Selbstbestimmung werde nicht ernst genommen.

### Sittenwidrige vorsätzliche Schädigung, § 826 BGB
Wie § 823 Absatz 2 BGB beschränkt sich § 826 BGB nicht auf bestimmte Rechtsgüter, sondern schützt umfassend vor der Beeinträchtigung von Rechten, Rechtsgütern und Interessen. Die Norm besitzt eine lückenschließende Funktion, indem sie Fälle erfasst, in denen zwar weder ein Rechtsgut noch ein Schutzgesetz verletzt wurde, das Verhalten des Schädigers dennoch missbilligenswert ist. Im Gegensatz zu § 823 Absatz 1 BGB, wo der Schaden nur auf der Rechtsfolgenseite der Norm steht und sich das Verschulden nicht auf den Eintritt oder Umfang des Schadens zu beziehen braucht und im Gegensatz auch zu § 823 Absatz 2 BGB, bei dem der Schaden ebenfalls außerhalb des Verschuldens steht, muss der Schaden bei § 826 BGB vom Verschulden (bedeutet hier Vorsatz) umfasst sein. Erfasst werden Schadenszufügungen jeglicher Art und auch Vermögensschäden. Aufgrund dieses weiten Anwendungsbereichs enthält die Norm einschränkend enge Tatbestandsvoraussetzungen: Wesentliche Voraussetzung für einen Anspruch aus § 826 BGB ist deshalb, dass der Schädiger die Schadenszufügung vorsätzlich vornimmt und die Handlung sittenwidrig ist. Handlungsmaßstab für Sittenwidrigkeit ist ein „Handeln wider das Anstandsgefühl aller billig und gerecht Denkenden“, mithin die nach allgemeiner Überzeugung vorherrschende Sozialmoral.
Der hohe Abstraktionsgrad dieser Formel ist durch die Rechtsprechung mittels einer Mehrzahl von Entscheidungen konkretisiert worden. Zudem wurden Fallgruppen gebildet, die zu identifizieren helfen sollen, wann die Annahme von Sittenwidrigkeit naheliegt. Eine dieser Fallgruppen thematisiert die Erteilung wissentlich falscher Auskünfte beziehungsweise arglistige Täuschungen. Auch der Bruch bestehender Treuepflichten und das Verleiten zum Vertragsbruch können zu einer Fallgruppe zusammengefasst werden. Von Bedeutung ist auch das Ausnutzen von wirtschaftlicher Macht (Monopolstellungen), Prozesstäuschungen, die sich das Erschleichen von Urteilen zur Aufgabe machen oder das (anschließende) Gebrauchen eines durch falsche Angaben erschlichenen Vollstreckungstitels.

### Haftung mehrerer

#### Gemeinschaftliche Schädigung, § 830 Absatz 1 Satz 1 BGB
Bewirken mehrere die Schädigung eines Dritten durch gemeinschaftliches Handeln, haften sie nach § 830 Absatz 1 Satz 1 BGB gegenüber dem Geschädigten als Gesamtschuldner (§§ 420 ff. BGB), also jeweils in voller Höhe. Die Haftbarkeit der Beteiligten resultiert dabei aus „unterstellter“ Kausalität ihrer Handlungsbeiträge, sofern sie zwar selbständig aber nebentäterschaftlich an einem sachlich, räumlich und zeitlich einheitlichen Vorgang beteiligt sind. Unterstellt wird mit der herrschenden Meinung, dass die erlittene Rechtsgutsverletzung mit Sicherheit durch einen oder alle Beteiligten verursacht worden ist. Dem Geschädigten wird hierdurch erspart, nachzuweisen, welcher Beteiligte zu welchem Anteil zur Schädigung beigetragen hat. Das entbindet nicht davon, dass grundsätzlich festzustellen ist, welcher Beteiligte oder welche Beteiligten Verursacher des Schadensereignisses sind.
Die Haftung aus § 830 Absatz 1 Satz 1 BGB beruht auf dem Vorwurf an die gemeinschaftlich Agierenden, dass sie alle das Risiko des Schadenseintritts geschaffen oder gefördert haben. Wird ein Schädiger in einer Weise in Anspruch genommen, die seinen Verschuldensanteil übersteigt, kann er allerdings die anderen Schädiger in Regress nehmen.

#### Kausalitätszweifel bei gefährlichem Handeln mehrerer, § 830 Absatz 1 Satz 2 BGB
Die von § 830 Absatz 1 Satz 1 BGB intendierte Stärkung der Position des Geschädigten scheitert, wenn mehrere Personen als Schädiger in Betracht kommen, die nicht gemeinschaftlich handeln. Hierzu kann es beispielsweise bei Verkehrsunfällen kommen: Fahren mehrere Verkehrsteilnehmer unabhängig voneinander vorschriftswidrig, wodurch ein Dritter verletzt wird, kann der Geschädigte nicht aus § 830 Absatz 1 Satz 1 BGB gegen beide vorgehen, da sie nicht zusammengewirkt haben. Gegen die Inanspruchnahme aus § 823 Absatz 1 BGB können die Unfallfahrer jeweils einwenden, dass der andere den Schaden verursacht hat. Diese Schwierigkeit wird durch § 830 Absatz 1 Satz 2 BGB entschärft. Hiernach haften mehrere Beteiligte als Gesamtschuldner, wenn erwiesen ist, dass sie alle in einer Weise handelten, die den Schaden hätte herbeiführen können und dass einer von ihnen den Schaden tatsächlich herbeigeführt hat.

#### Gestörte Gesamtschuld
Zu einer gestörten Gesamtschuld kommt es, wenn von mehreren Schädigern sich einer auf eine Haftungsprivilegierung berufen kann. Hierzu kann es beispielsweise auf Grundlage eines Vertrags kommen, etwa weil zwei Personen eine Fahrgemeinschaft vereinbaren, in der nur für Vorsatz gehaftet wird. Verursacht nun der Fahrer fahrlässig eine Kollision mit einem anderen Fahrzeug, wodurch sich der Beifahrer verletzt, kann dieser keinen Schadensersatz vom Fahrer verlangen, da die Haftung für einfache Fahrlässigkeit ausgeschlossen wurde. In Anspruch nehmen kann er allerdings den Fahrer des anderen Fahrzeugs in voller Höhe, denn dieser kann sich auf kein Haftungsprivileg berufen. Nach den Regeln des Gesamtschuldnerausgleichs müsste er nach Inanspruchnahme durch den Geschädigten zumindest einen teilweisen Ausgleich vom Fahrer des anderen Fahrzeugs verlangen können, da dieser den Unfall schließlich mitverschuldet hatte.
Die Frage, ob die Inanspruchnahme im Gesamtschuldnerausgleich die vertragliche Haftungsprivilegierung aus der Fahrgemeinschaftsbeziehung durchbricht, wird allgemein bejaht, da ansonsten zwei Parteien die Rechtsstellung eines nichtprivilegierten Dritten (hier: Unfallbeteiligten) beschneiden könnten. Die Aufrechterhaltung des Haftungsprivilegs käme einem Vertrag zu Lasten Dritter gleich, der mit der verfassungsrechtlich verbürgten Privatautonomie nicht vereinbar ist. Eine vertragliche Haftungsprivilegierung kann somit keine Wirkung gegenüber dem anderen Schädiger entfalten, weshalb Ansprüche im Innenausgleich der Gesamtschuld bestehen. Im Einzelnen ist jedoch umstritten, auf welche Weise dies rechtskonstruktiv erreicht wird.

### Haftung für fremdes Verschulden
Manche Haftungstatbestände lassen jemanden für Fremdverschulden haften. Solche Tatbestände sehen keine Entlastungsmöglichkeit vor, da dem in Anspruch Genommenen anders als etwa bei der Haftung für Verrichtungsgehilfen kein eigener Verschuldensvorwurf gemacht wird. Stattdessen handelt es sich um die Verlagerung der Haftung vom unmittelbaren Schädiger auf den Dritten.

#### Verletzung einer Amtspflicht, § 839 BGB
(2) Verletzt ein Beamter bei dem Urteil in einer Rechtssache seine Amtspflicht, so ist er für den daraus entstehenden Schaden nur dann verantwortlich, wenn die Pflichtverletzung in einer Straftat besteht. Auf eine pflichtwidrige Verweigerung oder Verzögerung der Ausübung des Amts findet diese Vorschrift keine Anwendung.
Schadensersatzansprüche können auch entstehen anlässlich des Handelns eines Amtswalters in Ausübung seines Amtes. Die Ansprüche leiten sich aus § 839 BGB her, wenn Amtspflichten verletzt wurden. Die Norm bildet eine wesentliche Grundlage des deutschen Staatshaftungsrechts. Es ist lediglich fragmentarisch geregelt.
Ein Anspruch aus § 839 BGB erfordert das hoheitliche Handeln eines Amtswalters jeglicher Art, wobei der „haftungsrechtliche Beamtenbegriff“ gemäß § 839 BGB in Verbindung mit Art. 34 GG zugrunde liegt, beziehungsweise das fiskalische Handeln eines Beamten im „staatsrechtlichen“ Sinne im Sinne von § 839 BGB. Ohne diese Norm würde ein Beamter für widerrechtliche und schuldhafte Schadenszufügung nach §§ 823, 826 BGB haften. Die Anspruchsgrundlagen werden durch § 839 BGB allerdings verdrängt. Aus der Zusammenfassung des Handelns eines Amtswalters in § 839 BGB wird deutlich, dass es des Begriffes des „Beamten“ in einem Beamtenverhältnis nicht bedarf. Amtswalter können danach auch Privatpersonen sein, die für den Staat etwa durch Beleihung tätig werden, etwa TÜV-Prüfer Zivildienstleistende oder Abschleppunternehmer. Voraussetzung ist allerdings, dass der Amtswalter die Rechtsgutsverletzung nicht gelegentlich seines öffentlich-rechtlichen Handelns begeht, sondern in konkreter Ausübung seines Amtes. Insoweit muss ein innerer Zusammenhang zwischen Amt und Handeln bestehen. Ferner erfordert die Norm die rechtswidrige und schuldhafte Verletzung einer Amtspflicht, die gegenüber einem Dritten besteht. Darunter fallen etwa die Pflicht zu rechtmäßigem Verwaltungshandeln, die Nichtbegehung unerlaubter Handlungen im Sinne der §§ 823 ff. BGB, die sachgerechte und vollständige Auskunftserteilung gegenüber den Bürgern und die Einhaltung der Amtsverschwiegenheit. Amtspflichten müssen damit nicht allein, zumindest aber auch dem Schutz des Bürgers dienen. Die Drittrichtung des Pflichtenkreises umfasst die konkret betroffenen Rechtsgüter oder Interessen des Geschädigten mit persönlicher und sachlicher Schutzrichtung.
§ 839 Absatz 1 Satz 2 BGB enthält eine Subsidiaritätsklausel und bestimmt, dass keine Haftungsbeschränkungen eingreifen dürfen. Der Amtsträger kann im Falle fahrlässigen Handelns nur in Anspruch genommen werden, wenn der Geschädigte nicht auf andere Weise Ersatz erlangen kann. Der Gesetzgeber schuf diese Regelung, um zu vermeiden, dass Amtsträger aus Angst vor persönlicher Haftung ihr Amt zögerlich und ineffektiv ausüben. § 839 Absatz 3 BGB legt dem Geschädigten die Obliegenheit auf, den Schaden durch Gebrauch eines Rechtsmittels abzuwenden. Der Geschädigte muss sich also durch rechtzeitiges Ersuchen um Rechtsschutz darum bemühen, den Eintritt des Schadens abzuwenden. Tut er dies schuldhaft nicht, schließt dies seinen Anspruch aus. § 839 Absatz 2 BGB privilegiert in Anspruch genommene Richter. Diese haften im Falle einer Amtspflichtverletzung nur, wenn ihre Amtspflichtverletzung eine Straftat darstellt, etwa eine Rechtsbeugung (§ 339 StGB).
Das hoheitliche Handeln eines Amtswalters im haftungsrechtlichen Sinne bedeutet, dass § 839 BGB nicht allein als Anspruchsgrundlage greift, sondern neben Art. 34 GG tritt. Über Artikel 34 GG wird die von § 839 BGB angeordnete Haftung des Beamten unter bestimmten Voraussetzungen auf den Staat oder die mittelbare Staatsverwaltung (Anstalten, Körperschaften) übergeleitet, für die der Beamte gehandelt hat. Eine solche Haftungsüberleitung im Sinne der Amtsübertragungstheorie erfordert stets, dass der Beamte in hoheitlicher Funktion tätig geworden ist. Hieran fehlt es, wenn Beamte im statusrechtlichen Sinn privatwirtschaftlich tätig werden.

#### Sachverständigenhaftung, § 839a BGB
§ 839a BGB enthält eine Regelung zur Haftung gerichtlich bestellter Sachverständiger. Sachverständige trifft eine Schadensersatzpflicht für gerichtliche Entscheidungen, die auf einem fehlerhaften Gutachten beruhen. Allerdings beschränkt sich deren Haftung auf Vorsatz und grobe Fahrlässigkeit als besonders schwere Form der Fahrlässigkeit, da der gerichtliche anders als der private Sachverständige keine Haftungsbeschränkung durch Vertrag aushandeln kann.

## Haftung aus Unrecht in widerleglich vermutetem Verschulden
Die in den §§ 823–826, 830 und 839 BGB geregelten Ansprüche setzen voraus, dass der Anspruchsgegner die Schädigung verursacht hat, betreffend die Haftung aus verschuldetem Unrecht. In bestimmten Fällen hat der Anspruchsgegner Schäden zu vertreten, die ein Dritter verursacht hat. Das Gesetz spricht in diesen Fällen vom Unrecht bei widerleglich vermutetem Verschulden. Anknüpfungspunkt der Schadensersatzhaftung ist dabei der Vorwurf, dass der Anspruchsgegner nicht hinreichend sichergestellt hat, dass ein ihm zuzurechnender Dritter niemanden schädigt. Da das Verschulden des Anspruchsgegners vermutet wird, braucht der Anspruchsteller selbiges nicht nachzuweisen.

### Haftung für Verrichtungsgehilfen, § 831 BGB
Die Haftung für den Verrichtungsgehilfen ist in § 831 BGB geregelt und einschlägig, wenn jemand mit Wissen und Wollen des Geschäftsherrn in dessen Geschäftsbereich weisungsabhängig tätig ist und dabei jemandem einen Schaden verursacht. Der Geschädigte kann sich gegen den Geschäftsherrn (§§ 831 BGB) und gegen den Verrichtungsgehilfen (§§ 823–826 BGB) wenden. Gegen die Inanspruchnahme aus § 831 BGB kann sich der Geschäftsherr dadurch verteidigen, dass er sich exkulpiert. Er muss den Nachweise erbringen, dass er seinen Verrichtungsgehilfen ordnungsgemäß ausgewählt und angeleitet hat oder dass die Schädigung auch dann eingetreten wäre, wenn der Geschäftsherr seinen Verrichtungsgehilfen hinreichend sorgfältig ausgewählt und überwacht hätte. Verrichtungsgehilfen handeln weisungsabhängig, was typischerweise für Arbeitsverhältnisse zwischen Arbeitgeber und Arbeitnehmer gilt.
In größeren Betrieben kommt der „dezentrale Entlastungsbeweis“ zum Tragen. Der Unternehmer hat die gegen ihn stehende Vermutung verschuldeten Verhaltens dahingehend zu widerlegen, dass ihn nach herrschender Meinung hinsichtlich Auswahl und Aufsicht über eine andere leitende Person, die seine Pflichten wahrnimmt, kein Vorwurf trifft. Eine vollständige Entlastungskette bis hin zum Verrichtungsgehilfen ist insoweit nicht notwendig. Allerdings kommt bei Entlastung grundsätzlich ein Organisationsverschulden im Rahmen der Verletzung von Verkehrssicherungspflichten gemäß § 823 Absatz 1 BGB in Betracht.

### Haftung für Aufsichtspflichtige, § 832 BGB
Ein Anspruch aus § 832 Absatz 1 BGB kommt in Betracht, wenn ein Schaden durch eine Person entsteht, die der Aufsicht eines Dritten untersteht. Eine solche Aufsicht besteht beispielsweise zwischen Eltern und Kind. Auch § 832 Absatz 1 BGB begründet eine Vermutung, dass die aufsichtspflichtigen Eltern ihrer Aufsichtspflicht nicht nachgekommen sind, sofern sie den Verschuldensvorwurf nicht widerlegen. Der Umfang „angemessener Aufsicht“ richtet sich nach dem Einzelfall. Maßgebliche Faktoren sind Alter, Eigenart und Charakter des Kindes.
§ 832 Absatz 2 BGB erstreckt die Haftung kraft Gesetzes auf vertraglich vereinbarte Aufsichtspflichten. Dies trifft etwa auf Kindergärtner und Tagesmütter zu.

### Haftung des Tierhalters, § 833 Satz 2 BGB
§ 833 BGB verpflichtet den Halter eines Tieres zum Ersatz von Schäden, die dieses Tier verursacht. Die Haftung beruht auf der Überlegung, dass von Tieren die Gefahr unvorhersehbaren Verhaltens ausgeht und erfasst jedes vom Menschen unkontrollierbare oder gar unsteuerbare tierische Verhalten, etwa das Durchgehen eines Pferdes und den Flug einer Taube in eine Flugzeugturbine. Das Aufhetzen eines Tieres führt zur Verschuldenshaftung des Verursachers aus § 823 BGB.
Der Tierhalter kann sich gemäß § 833 Satz 2 BGB vom Verschuldensvorwurf entlasten. Hierzu muss er den Entlastungsbeweis entsprechend den §§ 831, 832 BGB führen, indem er nachweist, dass entweder das Tier mit der gebotenen Sorgfalt beaufsichtigt wurde oder dass die mangelnde Beaufsichtigung des Tieres nicht für den Schadenseintritt ursächlich war. Diese Exkulpation ist jedoch nur bei Haustieren möglich, die als Nutztier dienen. Ausgeschlossen ist sie bei der Schädigung durch ein Luxustier, also einem Tier, das weder zu beruflichen noch zu sonstigen Erwerbszwecken gehalten wird. Ebenfalls ausgeschlossen ist der Entlastungsbeweis bei Tieren, die keine Haustiere darstellen, etwa Honigbienen.
§ 834 BGB erstreckt die Haftung des Tierhalters auf den Tieraufseher. Dieser kann anders als der Halter bei allen Arten von Tieren den Entlastungsbeweis führen.

### Haftung des Grundstücksbesitzers, § 836 BGB
(2) Ein früherer Besitzer des Grundstücks ist für den Schaden verantwortlich, wenn der Einsturz oder die Ablösung innerhalb eines Jahres nach der Beendigung seines Besitzes eintritt, es sei denn, dass er während seines Besitzes die im Verkehr erforderliche Sorgfalt beobachtet hat oder ein späterer Besitzer durch Beobachtung dieser Sorgfalt die Gefahr hätte abwenden können.
Der strukturell mit den Haftungstatbeständen der §§ 831–833 BGB verwandte § 836 Absatz 1 BGB normiert die Haftung für den Einsturz eines Gebäudes oder die Ablösung eines Gebäudebestandteils. Anspruchsgegner ist der Besitzer des Grundstücks. Diesem muss der Geschädigte nachweisen, dass der Einsturz oder die Ablösung auf die fehlerhafte Errichtung oder mangelhafte Unterhaltung des Gebäudes zurückzuführen ist. Das Verschulden des Anspruchsgegners wird vermutet.
Auch die Vermutung des § 836 Absatz 1 BGB ist widerleglich. Aufgrund hinreichender Sorgfaltspflichterfüllung hätte vom Gebäude keine Gefahr ausgehen dürfen. Der über § 836 Absatz 2 BGB in Anspruch genommene frühere Besitzer kann darüber hinaus zu seiner Verteidigung anführen, dass der spätere Besitzer die Gefahr durch sorgfältiges eigenes Verhalten hätte abwenden können. Ferner kann der Anspruchsgegner seine Haftung vermeiden, indem er nachweist, dass die mangelnde Sorgfalt nicht kausal für den Schaden war.
§ 836 Absatz 2 BGB ermöglicht die Inanspruchnahme des früheren Grundstücksbesitzers, sofern das schädigende Ereignis innerhalb eines Jahres nach Beendigung seines Besitzes eintritt. § 837 BGB erstreckt diese Haftung auf den Besitzer des Gebäudes, § 838 BGB auf denjenigen, der zum Unterhalt des Gebäudes verpflichtet ist. Eine solche Unterhaltspflicht kann aus vertraglicher Übernahme oder einem Nutzungsrecht am Grundstück resultieren.
Neben die Haftung nach § 836 BGB kann eine Haftung nach § 823 BGB treten, möglich ist auch eine Haftung nach den Grundsätzen der Verkehrssicherungspflichtkreise.

## Haftung aus Gefährdung
In einigen Bereichen sieht das deutsche Recht eine verschuldensunabhängige Haftung auf Schadensersatz vor, die sogenannte Gefährdungshaftung. Die Vorschriften dieses Typs setzen tatbestandlich – ebenso wie § 823 Absatz 1 BGB – Verletzungshandlungen an Lebens- beziehungsweise Rechtsgütern voraus. Die Verpflichtung auf Leistung von Schadensersatz tritt allerdings ohne Rücksicht auf Unrecht und Verschulden ein. Zumeist knüpft die Gefährdungshaftung am „Betrieb“ einer potentiell gefährlichen Einrichtung an.
Der Betriebsbegriff ist nicht als einer der Maschinen- oder Motortechnik zu verstehen, sondern rein verkehrstechnisch. Betriebsgefahr kann ebenso von einem stehenden Kraftfahrzeug oder von einem abgeschalteten Presswerk ausgehen. Als besonders gefahrgeneigt erachtet der Gesetzgeber etwa Kraftfahrzeuge (§ 7 StVG), Eisenbahnen (§ 1 des Haftpflichtgesetzes), Energieanlagen (§ 2 des Haftpflichtgesetzes), Kernkraftwerke (§ 25 AtG) und Luftfahrzeuge (§ 33 des Luftverkehrsgesetzes). Diese Rechtsmaterien sind daher in je eigenen Gesetzen geregelt. Schädigt der Betrieb eines solchen Objekts einen Dritten, haftet der Betreiber auf Schadensersatz, ohne dass es für diesen in Bezug auf den eingetretenen Schaden absehbar gewesen sein muss. Bei der in § 833 Satz 1 BGB geregelten Tierhalterhaftung handelt es sich um eine Gefährdungshaftung, soweit das Gesetz die Führung des Entlastungsbeweises ausschließt. Schließlich normiert § 84 des Arzneimittelgesetzes eine Gefährdungshaftung für den Verkehr mit Arzneimitteln.

### Straßenverkehr, § 7 Absatz 1 StVG
(2) Die Ersatzpflicht ist ausgeschlossen, wenn der Unfall durch höhere Gewalt verursacht wird.
§ 7 Absatz 1 StVG begründet einen Schadensersatzanspruch gegen den Halter eines Kraftfahrzeugs. Als Halter gilt, wer die rechtliche und tatsächliche Verfügungsgewalt über das Fahrzeug hat. Der Anspruch erfordert eine Schädigung, die beim Betrieb eines Kraftfahrzeugs oder eines Anhängers eingetreten ist. Hierfür kommen alle Schädigungen in Betracht, die darauf beruhen, dass eine vom Kraftfahrzeug ausgehende Gefahr das Schadensgeschehen mitverursacht hat.
Ausgeschlossen ist die Halterhaftung, wenn der Unfall auf höherer Gewalt beruht, § 7 Absatz 2 StVG. Hier ist nicht der Betrieb des Kraftfahrzeugs für das unvorhersehbare und unvermeidbare Ereignis ausschlaggebend, sondern ein außergewöhnliches Naturereignis (Betriebsfremdheit). Vorhersehbar sind Umstände aber dann, wenn man nach allgemeiner Lebenserfahrung mit ihnen rechnen muss, wozu verkehrswidriges Verhalten anderer Verkehrsteilnehmer zählen kann, insbesondere dasjenige von Kindern. Damit verkürzt sich der Anwendungsbereich von § 7 Absatz 2 StVG. Gesetzgeberische Zielschutzgruppe ist der nicht motorisierte Verkehrsteilnehmer, insbesondere die Kinder.
Nutzt ein anderer als der Halter das Fahrzeug, ohne dass dieser davon weiß, haftet nach § 7 Absatz 3 Satz 1 StVG grundsätzlich nicht der Halter, sondern der Fahrer aus § 7 Absatz 1 StVG. Diese Ausnahmeregelung ist beispielsweise bei Fahrzeugdiebstählen einschlägig. Hat es der Halter allerdings zu vertreten, dass der Fahrer das Fahrzeug in Gebrauch nimmt, haften sowohl er als auch der Fahrer.
Auf § 7 Absatz 1 StVG baut die in § 18 Absatz 1 StVG geregelte Haftung des Fahrzeugführers auf. Anders als § 7 StVG ermöglicht diese Norm dem in Anspruch Genommenen, der Haftung zu entgehen, indem er nachweist, dass er die Rechtsgutsverletzung nicht verschuldet hat. Aufgrund dieser Entlastungsmöglichkeit handelt es sich bei § 18 Absatz 1 StVG um einen Fall der Haftung für vermutetes eigenes Verschulden.

### Produkthaftung, § 1 Absatz 1 Satz 1 ProdHaftG
Bei der Produkthaftung handelt es sich um die Haftung des Herstellers eines Produkts für Schäden, die darauf zurückzuführen sind, dass das Produkt (einen) Fehler aufweist. Diese Haftung ist im Produkthaftungsgesetz (ProdHaftG) normiert, das Ende 1989 in Kraft getreten ist und eine europäische Richtlinie umsetzt. Gemäß § 15 Absatz 2 ProdHaftG steht die Produkthaftung unabhängig neben der Produzentenhaftung nach § 823 Absatz 1 BGB.
Produkte im Sinne des Produkthaftungsgesetzes sind nach § 2 ProdHaftG bewegliche Sachen sowie Elektrizität. Darüber hinaus findet das Gesetz Anwendung auf Software. Einen Fehler weist ein Produkt nach § 3 ProdHaftG auf, wenn es nicht die Sicherheit bietet, die der Nutzer beim bestimmungsgemäßen Gebrauch erwarten durfte. Hierbei knüpft die Rechtsprechung an die Fehlerkategorien der Produzentenhaftung an. Die berechtigte Erwartung bemisst sich unter anderem am typischen Nutzerkreis, an der Gestaltung des Produkts sowie an dessen Bewerbung.
Führt der Fehler zur Schädigung von Leben, Körper, Gesundheit oder Eigentum, kann der Geschädigte aus § 1 Absatz 1 Satz 1 ProdHaftG gegen den Hersteller des Produkts, gegen denjenigen, der sich durch das Anbringen eines Kennzeichens am Produkt als dessen Hersteller ausgibt oder gegen den Importeur vorgehen. Lässt sich eine solche Person nicht ermitteln, kann sich der Geschädigte nach § 4 Absatz 3 ProdHaftG an den Lieferanten wenden.
Wegen der geringen Anspruchsvoraussetzungen unterliegt die Produkthaftung einigen Beschränkungen. Nach § 11 ProdHaftG trägt der Geschädigte im Falle einer Sachbeschädigung 500 Euro selbst. § 10 Absatz 1 ProdHaftG beschränkt die maximale Haftung bei Personenschäden auf 85 Mio. Euro. Zudem kann die Haftung vollständig ausgeschlossen sein, wenn ein Ausschlussgrund nach § 1 Absatz 2 ProdHaftG vorliegt, etwa wenn das Produkt nach den einschlägigen Rechtsvorschriften hergestellt wurde.

## Verjährung
Die Verjährungsfrist eines deliktischen Anspruchs beginnt grundsätzlich nach § 199 Absatz 1 BGB am Ende des Jahres, in dem der Geschädigte von Schaden und Schädiger Kenntnis erlangt oder diese ohne grobe Fahrlässigkeit hätte erlangen müssen. Sie beträgt gemäß § 195 BGB drei Jahre. Kennt der Geschädigte Schaden oder Schädiger nicht, ohne dass dies auf grober Fahrlässigkeit beruhte, verjährt der Anspruch gemäß § 199 Absatz 3 Nummer 1 BGB spätestens innerhalb von zehn Jahren nach Schadenseintritt. Beruht der Schadensersatzanspruch auf einer Verletzung von Leben, Körper, Gesundheit oder Freiheit, verlängert sich die Verjährungsfrist gemäß § 199 Absatz 2 BGB auf dreißig Jahre.

## Internationales Privatrecht
Welche Rechtsordnung bei Sachverhalten mit Auslandsbezug anzuwenden ist, richtet sich im Ausgangspunkt nach der europäischen Rom-II-Verordnung. Nach deren Art. 4 Absatz 1 ist auf deliktische Ansprüche das Recht des Ortes anzuwenden, an dem der Schaden entstanden ist. Dies gilt nicht, wenn Schädiger und Geschädigter einen gemeinsamen gewöhnlichen Aufenthaltsort oder eine offensichtlich engere Beziehung zum Recht eines anderen Staates haben, beispielsweise ein diesem Recht unterworfenes Vertragsverhältnis. Dann ist das Recht dieses Staats einschlägig.
In bestimmten Fällen ist die Rom-II-Verordnung nicht anwendbar. Dies ist etwa bei Verletzungen des allgemeinen Persönlichkeitsrechts der Fall. Die Verordnung klammert diesen Rechtsbereich aus ihrem Anwendungsbereich aus, da sich die Mitgliedsstaaten diesbezüglich nicht auf eine einheitliche Regelung einigen konnten. Außerhalb des Anwendungsbereichs der Rom-II-Verordnung richtet sich die Frage, welches Recht anwendbar ist, nach Art. 40 des Einführungsgesetzes zum Bürgerlichen Gesetzbuche (EGBGB). Gemäß Art. 40 Absatz 1 Satz 1 EGBGB ist grundsätzlich das Recht des Staates anzuwenden, in dem der Schädiger seine Schädigungshandlung vorgenommen hat. Tritt der Schaden im Geltungsbereich einer anderen Rechtsordnung ein, kann der Geschädigte allerdings wählen, ob er anstelle des Rechts des Handlungsorts das Recht des Orts des Schadenseintritts wählt.